# Óblast de Bélgorod
L'óblast de Bélgorod (en rus Белгоро́дская о́бласть, Belgoródskaia óblast) és un subjecte federal de Rússia configurat com a óblast. El seu centre administratiu és la ciutat de Bélgorod. L'1 de gener del 2023 tenia 1.514.527 habitants.